# Edward T. Hall
Edward Twitchell Hall, Jr .nascido em 16 de maio de 1914, foi um antropólogo americano e pesquisador cultural, muito conhecido por ter desenvolvido o conceito da comunicação proxêmica, explorando a coesão cultural e social ao descrever como as pessoas se comportam e reagem em diferentes tipos de espaços pessoais já culturalmente definido. Hall foi um colega influente de Marshall McLuhan e Buckminster Fuller.
Doutorou-se em Antropologia pela Universidade de Colúmbia (Nova York) em 1942.  